# Polycentropus palmitus
Polycentropus palmitus là một loài Trichoptera trong họ Polycentropodidae. Chúng phân bố ở miền Tân bắc.